# USS Michigamme (AOG-65)
El USS Michigame (AOG-65) fue un buque tanque clase Klickitat (T1-MT-BT1) construido en los Estados Unidos en la década de 1940 y transferido a la Argentina, donde sirvió como ARA Punta Ninfas (B-15).

## Historia
El Michigame fue puesto en grada el 30 de diciembre de 1941 por el St. Johns River Shipbuilding Corp. en Jacksonville, Florida. Su destino era la United States Maritime Commission. Fue botado el 31 de marzo de 1945 y, el 10 de agosto de ese mismo año, fue puesto en servicio, al tiempo que pasaba a la Armada de los Estados Unidos bajo arriendo.
Asignado a la Atlantic Fleet y con tripulación de la Guardia Costera, el Michigame se puso a las órdenes del Commander, Service Force, en las afueras de Norfolk, Virginia. Fue descomisionado en 1946. Fue vendido a la Armada Argentina a fines de enero de 1946. Bajo el nombre de «ARA Punta Ninfas (B‑15)», estuvo en servicio con la fuerza naval hasta su venta en 1958 para uso comercial.
En 1958, recibió el nombre de «MV Moises», y continuó navegando hasta su desguace en 1964.